# Spilogale
Spilogale (skunk) je jeden z rodů čeledi skunkovití (Mephitidae). Obsahuje čtyři druhy, které jsou rozšířeny v Severní Americe. Název rodu pochází z řečtiny: spilo znamená skvrnitý, gale znamená lasička.
Mammalogové rozlišují skunka západního a skvrnitého kvůli rozdílům v reprodukční morfologii a variacím chromozomů, jejich vzájemné křížení však nebylo nikdy vyvráceno.

## Výskyt
Skunkové z rodu Spilogale se obecně nacházejí převážně v houštinách, křovinách, v listnatých lesích a oblastech kolem menších vodních toků. Skunk skvrnitý se ale zdržuje spíše ve skalnatějších lokalitách s bujnou vegetací. Obvykle přebývají v norách, pařezech či dutých kmenech. Ač jsou jejich drápy vhodné i ke hrabání, nory si sami nehloubí, dávají spíše přednost norám, které vyhrabali pytlonošovití, pásovci nebo skunkové pruhovaní. Nory si vybírají takové, kterou jsou uvnitř zcela temné. Skunkové z rodu Spilogale jsou velmi sociální tvorové, často sdílejí své nory s až sedmi dalšími skunky. Výjimkou jsou mateřské nory, kam je cizím skunkům vstup zapovězen.

## Druhy
- skunk středoamerický (Spilogale angustifrons)
- skunk západní (Spilogale gracilis)
- skunk skvrnitý (Spilogale putorius)
- skunk malý (Spilogale pygmaea)